# میراکل
میراکل (نام علمی: Synsepalum dulcificum) نام یک گونه از تیره چیکوئیان است.میوه میراکل «Miracle fruit» یا میوه جادویی، خاصیت جالبی دارد. پس از خوردن این میوه، چیزهای ترش طعم شیرین به خود می‌گیرند. اگر به عنوان مثال یک دانه از این میوه را بجوید، حتی لیمو برای شما طعم بسیار شیرینی، مانند آب‌نبات پیدا می‌کند. اثر آن یک یا دو ساعت باقی می‌ماند. این میوه یکی از شیرین‌کننده‌های قابل توجه طبیعی بوده و تقریبا در دنیای واقعی به قدر کافی شناخته نشده است. همان‌طور که از نام آن پیداست، میراکل فروت محتوی میراکولین است، نوعی گلیکوپروتئین که هنگام خوردن میوه جوانه‌های چشایی را می‌پوشاند.
میراکِل گیاهی کند رشد است که ارتفاع آن در مناطق بومی تا ۱۸ فوت می‌رسد و گیاهی همیشه سبز بوته‌ای با برگها به رنگ سبز تیره و کشیده است.